# Gator
Gator è un film del 1976 diretto da Burt Reynolds.

## Trama
L'agente Greenfield dell'FBI minaccia Gator McCluski, un giovane senza lavoro, e lo costringe a impegnarsi contro l'ex amico Booma McCall, boss della mafia nella città di Dunston. Assunto da McCall come esattore di tangenti, Gator cerca di assolvere il proprio compito senza violenza, con l'aiuto di Aggie, divetta della Tv, ma dopo la reazione omicida del boss passerà alle maniere forti.